# Paulo Húngaro
Paulo Húngaro (en latín: Paulus Hungarus) (en magiar: Magyar Szent Pál) fue un religioso dominico húngaro conocido por ser el primer director[cita requerida] de la Inquisición húngara, bajo el reinado de Andrés II de Hungría (siglo XIII).

## Biografía
Aunque se desconoce su fecha y lugar de nacimiento, ya figura en varios documentos en Italia en 1216, donde Paulo era el rector de la Universidad de Bolonia. Además, se tiene conocimiento de que por aquella época estaba asistido por un círculo de unos 20 religiosos que también estudiaban e investigaban en la misma universidad.
Era conocido por su gran peso moral y ético, en una época donde ninguno de los dos abundaban ni siquiera en los altos círculos e intelectuales. Por otra parte, este religioso que residió muchos años en Roma es también conocido por ser un gran defensor de la cultura húngara -defendiendo las costumbres y estilo de vida húngaros precristianos- siendo él ya director de la Inquisición.
El 16 de diciembre de 1218 se confirmó la orden de los Dominicos por el Papa Honorio III y, de inmediato, se sumió a las filas de Domingo de Guzmán. El fundador de la orden dominica, que tenía estrechas relaciones con él, le nombró prior del primer claustro de la orden en Hungría y le pidió que escribiese la Suma de poenitentiae: un documento que abarcaba las penitencias requeridas anualmente para los religiosos, así como el reglamento de la propia orden, que tiempo después fungiría de base para la Inquisición.
En 1221 viajó a Hungría con un grupo de religiosos -entre ellos, Damasus Hungarus, Pósa, Bánffi y Kozma- para llevar la orden dominica al reino. La Inquisición se estableció allí por órdenes del Papa Inocencio III, mientras Paulus se hospedó en la corte del rey Andrés II de Hungría y estrechó una amistad con él. Asumió el cargo de Director Inquisidor e intentó, en reiteradas ocasiones, persuadir al Papa de suavizar la posición severa contra aquellos húngaros que se negaban a abandonar las costumbres paganas, pues Inocencio III estaba muy consternado al escuchar que los médicos italianos se quejaban de los chamanes húngaros que, con ritos, transgredían en su área de conocimiento. Él, en cambio, intentó evitar castigarlos y los defendía porque fue curado de una enfermedad en la pierna mediante este tipo de medicina. Pero la cosa no acabó aquí: Paulus defendió el matrimonio entre paganos y cristianos, además de escribir en una carta que no consideraba herejía que los paganos húngaros adorasen al Sol -considerado por ellos un ente supremo- que podía considerarse un equivalente a Dios.
Ante la ineficiencia en su cargo ante los ojos de la impaciente curia romana, pronto fue relevado de su cargo y a partir de 1232 el nuevo director de la inquisición húngara pasó a ser el estricto Juan el Teutónico, quien intentó frenar el paganismo y la herejía con mano de hierro, sin conseguir mayores resultados.
Por otra parte, continuó con su misión cristianizadora pacífica durante los siguientes 20 años, visitando a las tribus cumanas y a los húngaros paganos, intentando convertirlos al cristianismo por medio de la evangelización. Fue expulsado varias veces de estos sitios, y justo cuando en 1241 los tártaros invadieron el Reino de Hungría, Paulus se hallaba en uno de los momentos cúspides de su labor cristianizadora. Los invasores tártaros asesinaron a los húngaros y cumanos paganos, así como a los religiosos cristianos, ante lo cual Paulus y 90 sacerdotes más consiguieron huir a un convento a refugiarse, donde los bárbaros mataron a varios de ellos. Paulus fue atravesado por una lanza y posteriormente decapitado. Tras esto fue canonizado como santo mártir el 10 de febrero de 1242.